# Кјуза (Ређо ди Калабрија)
Кјуза је насеље у Италији у округу Ређо ди Калабрија, региону Калабрија.
Према процени из 2011. у насељу је живело 80 становника. Насеље се налази на надморској висини од 422 м.